# Балановская, Елена Владимировна
Еле́на Влади́мировна Балано́вская (Ящук) (род. 1 ноября 1952) — российский генетик и антрополог, занимается популяционной генетикой человека, изучает генофонды Евразии. Доктор биологических наук (1999), профессор (2011).
Заслуженный деятель науки Российской Федерации (2020). 

## Биография
С 1976 по 1987 года работала на кафедре антропологии биологического факультета МГУ, с 1987 по 1995 год — в Институте общей генетики РАН. С 1995 года работает в Медико-генетическом научном центре, с 2004 года заведует лабораторией популяционной генетики человека.
Кандидатскую диссертацию на «Исследования взаимодействия генетического и этногенетического процессов в народонаселении» защитила в 1984 году. В 1998 году защитила докторскую диссертацию по специальности «генетика» на тему «Новые технологии изучения пространственной структуры генофонда», научным консультантом являлся Е. К. Гинтер.
Е. В. Балановская была директором научного центра «Северная Евразия» крупнейшего международного проекта «Генографик» (2005—2012). В МГНЦ также входит в состав ученого совета.
Состоит членом антропологического диссовета при МГУ Д 501.001.94. Научный редактор, автор и ведущий естественнонаучных разделов сайта «Генофонд.рф».
На 2015 год автор более 400 публикаций. Индекс Хирша ― 19. Ряд работ опубликован в журналах «Nature» и «Science».
Сын — О. П. Балановский (1977—2021), также известный российский исследователь.

## Награды
- Заслуженный деятель науки Российской Федерации (26 августа 2020 года) — за большой вклад в развитие науки и многолетнюю добросовестную работу[4].